# Svobody
Svobody (in russo Свободы?) è un insediamento di tipo urbano della Russia europea meridionale, situato nel distretto urbano della città di Pjatigorsk (Territorio di Stavropol').
Si trova 142 km a sud-est di Stavropol'.